# رود جيلمور
رود جيلمور (بالإنجليزية: Rod Gilmore)‏ هو لاعب كرة قدم أمريكية ومعلق رياضي أمريكي، ولد في 31 يناير 1960 في أوكلاند في الولايات المتحدة.